# Owston Ferry
Pour les articles homonymes, voir Owston.
Owston Ferry est une paroisse civile et un village du Lincolnshire, en Angleterre.